# Ris (Puy-de-Dôme)
Ris – miejscowość i gmina we Francji, w regionie Owernia-Rodan-Alpy, w departamencie Puy-de-Dôme.
Według danych na rok 1990 gminę zamieszkiwało 716 osób, a gęstość zaludnienia wynosiła 45 osób/km² (wśród 1310 gmin Owernii Ris plasuje się na 307. miejscu pod względem liczby ludności, natomiast pod względem powierzchni na miejscu 599.).